# Sven Markelius
Sven Gottfried Markelius (ur. 25 października 1889 w Sztokholmie, zm. 27 lutego 1972 tamże) – szwedzki architekt.

## Życiorys
Studiował w Instytucie Technologii i na Akademii Sztuk Pięknych w Sztokholmie, w 1915 otworzył własne biuro architektoniczne w Sztokholmie. Od wczesnych lat swojej pracy wygrał wiele ważnych konkursów projektowych w Szwecji. Obok Gunnara Asplunda był głównym reprezentantem kierunku funkcjonalnego w szwedzkiej architekturze. Zaprojektował m.in. salę koncertową w Helsingborgu, za co został nagrodzony (1925); było to prawdopodobnie jego największe dzieło. Zaprojektował również pawilon szwedzki na wystawie światowej w Nowym Jork (1939), stworzył projekty dekoracji wnętrz gmachu ONZ w Nowym Jorku (1952) i zaprojektował Dom szwedzki (1961). Był dyrektorem biura urbanistycznego Sztokholmu, wówczas wraz z zespołem opracował projekt rozbudowy miasta w latach 1944-1954 (m.in. budowy miast-satelitów, w tym Vällingby w 1953). Tworzył oszczędne, prostoliniowe formy, z białymi ścianami i szerokimi przeszkleniami. Do jego bardziej eksperymentalnych projektów należy Dom Kolektywny w Sztokholmie (1935), który zapewniał wspólne kuchnie, restauracje, pokoje dziecinne i inne domowe udogodnienia dla rodzin, w których oboje rodziców pracowało poza domem. W latach 1932–1933 opublikował dwutomową pracę Arkitektur och samhälle (Architektura i społeczeństwo).

## Odznaczenia i nagrody
- Medal Księcia Eugeniusza (1961)[1]
- Królewski Złoty Medal (1962)